# Roger Désormière
Roger Désormière est un chef d'orchestre et compositeur français, né Pierre Roger Désormière le 13 septembre 1898 à Vichy (Allier) et mort le 25 octobre 1963 à Paris 18e.

## Biographie
Il nait à Vichy et passe son enfance entre la station thermale, où ses parents sont coiffeurs durant la saison, et la ville voisine de Cusset. Il y débute comme flutiste dans l'harmonie locale, la Semeuse, et assiste aux nombreux concerts au Grand Casino de Vichy lors de la saison thermale. Il est conseillé par Georges Laurent, alors soliste de l'orchestre du Grand Casino.
À partir de 1914, il étudie au Conservatoire de Paris où il prend des cours de flûte avec Philippe Gaubert et d'harmonie avec Xavier Leroux, à la Schola Cantorum pour des cours de direction d'orchestre avec Vincent d'Indy, et de contrepoint et fugue avec Charles Koechlin en cours privés. Il forme, avec Henri Sauguet, Maxime Jacob et Henri Cliquet-Pleyel, l'École d'Arcueil, qui se place sous la houlette d'Erik Satie. En 1917, il est mobilisé dans l'infanterie et dès 1920, commence une carrière de chef d'orchestre.
En 1924, il réalise l'adaptation musicale, d’après les airs populaires anglais arrangés et instrumentés, de la pièce de Shakespeare Roméo et Juliette, adaptée par Jean Cocteau, présentée pour la première fois au théâtre de La Cigale, à Paris, le 2 juin 1924.
Il dirige aux Ballets suédois (1924-1925) et devient directeur musical des Ballets russes (1925-1929). À partir de 1932, il s'intéresse à la musique de film et devient directeur de la musique de la firme Pathé-Nathan. Il dirige successivement les orchestres de La Scala, Covent Garden, Monte-Carlo, l'Opéra-Comique (1937-1944), l'Opéra de Paris (1944-1946), la BBC (1946-1947) et l'Orchestre national de France (1947-1951).
Il compose des musiques de scène, comme celle pour Les Cenci d'Antonin Artaud (création le 6 mai 1935) et plusieurs musiques de films : La Règle du jeu, Le Mariage de Chiffon, Le Voyageur de la Toussaint, etc. Il dirige aussi l'enregistrement de nombreuses autres. En avril et mai 1941, il réalise la première intégrale sur disque de l'opéra Pelléas et Mélisande de Claude Debussy.
Pendant l'Occupation, Roger Désormière est membre d’un mouvement de résistance, le « Front national des musiciens », antenne « catégorielle » du Front national de la Résistance, aux côtés d'Henri Dutilleux, Manuel Rosenthal, Charles Munch, Paul Paray, Elsa Barraine, Louis Durey, Francis Poulenc, Georges Auric, Claude Delvincourt, Irène Joachim, etc.
Il fonde avec Serge Nigg, Louis Durey et Elsa Barraine l'Association française des musiciens progressistes.
Victime en 1952 d'un accident vasculaire cérébral qui le laisse aphasique, il est obligé d'abandonner sa carrière. Il meurt en 1963 des suites d'un cancer du poumon. Il est enterré au cimetière de Vichy.
Roger Désormière avait épousé Colette Steinlen, fille du dessinateur et peintre Théophile-Alexandre Steinlen, morte en 1969.

## Influences
Roger Désormière a apporté la renommée à de nombreux compositeurs en créant leurs œuvres : notamment Serge Prokofiev en 1928, Olivier Messiaen en 1936 et en 1945, Francis Poulenc en 1939, Pierre Boulez en 1950 (pour qui Roger Désormière est « la référence concernant la clarté d'interprétation d'un chef d'orchestre »), Henri Dutilleux en 1951. Ardent défenseur de la musique contemporaine française, il a aussi su ressusciter les chefs-d'œuvre du passé avec de nombreuses œuvres de Jean-Philippe Rameau entre autres.
Henri Sauguet dit de lui : « Vous avez été le guide, le révélateur, le soutien, l'animateur, le propagateur, l'apôtre qui a fait rayonner la vie présente de notre art ». Et Olivier Messiaen : « Je n'oublierai jamais celui qui fut vraiment l'ami des compositeurs et le chef d'orchestre ».

## Compositions
- 3 pièces pour orchestre (1917)[7]
- Lumière dans la nuit pour voix et piano (1923)[8]
- Souvenir du bal bleu, pour piano[8]
- Geneviève de Brabant, (1926) orchestration d'opérette d'Erik Satie
- Duos pour flûtes (1937)

## Citations
« Pour moi, la précision et la transparence sont les plus nobles qualités de l'art de la direction d'orchestre. »

## Filmographie

### En tant que compositeur
- 1935 : Le Clown Bux de Jacques Natanson
- 1939 : La Règle du jeu de Jean Renoir
- 1940 : Cavalcade d'amour de Raymond Bernard
- 1942 : Le Mariage de Chiffon de Claude Autant-Lara
- 1942 : L'Épouvantail de Paul Grimault
- 1943 : Le Comte de Monte Cristo de Robert Vernay
- 1943 : Le Voyageur de la Toussaint de Louis Daquin
- 1943 : Madame et le Mort de Louis Daquin
- 1943 : Arlette et l'Amour de Robert Vernay
- 1944 : Le Voleur de paratonnerres de Paul Grimault
- 1944 : Service de nuit de Jean Faurez
- 1945 : Le Père Goriot de Robert Vernay

### En tant que chef d'orchestre
- 1932 : Poil de Carotte de Julien Duvivier
- 1934 : Maria Chapdelaine de Julien Duvivier
- 1936 : Le Crime de monsieur Lange de Jean Renoir
- 1936 : Partie de campagne de Jean Renoir
- 1936 : Les Bas-fonds de Jean Renoir
- 1937 : Marthe Richard, au service de la France de Raymond Bernard
- 1937 : Le Messager de Raymond Rouleau
- 1937 : L'Alibi de Pierre Chenal
- 1938 : La Marseillaise de Jean Renoir
- 1939 : Le Dernier Tournant de Pierre Chenal
- 1939 : La Règle du jeu de Jean Renoir
- 1941 : Volpone de Maurice Tourneur
- 1941 : Remorques de Jean Grémillon
- 1941 : Sur les chemins de Lamartine de Jean Tedesco
- 1942 : La Duchesse de Langeais de Jacques de Baroncelli
- 1943 : Lumière d'été de Jean Grémillon
- 1946 : La Symphonie pastorale de Jean Delannoy
- 1946 : La Belle et la Bête de Jean Cocteau
- 1946 : Le 6 juin à l'aube de Jean Grémillon
- 1946 : Les Portes de la nuit de Marcel Carné
- 1947 : Antoine et Antoinette de Jacques Becker
- 1947 : Monsieur Vincent de Maurice Cloche
- 1949 : Singoalla de Christian-Jaque
- 1950 : La Beauté du diable de René Clair
- 1950 : Ballerina de Ludwig Berger

## Discographie

### En tant que chef d'orchestre
- Œuvres de Pierre Boulez, Igor Stravinsky, Luigi Dallapiccola, Erik Satie, Béla Bartók - Concert radiodiffusé du 18 juillet 1950 au théâtre des Champs-Élysées ; rééd. INA mémoire vive
- Emmanuel Chabrier, L’Étoile - Pathé, 1943 ; rééd. Dante Lys
- Claude Debussy, Pelléas et Mélisande - La Voix de son maître, 1941
- Œuvres de Jacques Ibert, Mikhaïl Ippolitov-Ivanov, Piotr Ilitch Tchaïkovski, Domenico Scarlatti - Decca  (enregistrés en 1951) ; rééd. Testament
- Charles Koechlin, Le Buisson ardent et Les Eaux vives - (enregistrés en 1951 et 1937) ; rééd. The Classical Collector
- Francis Poulenc, Les Biches - Léo Delibes, Coppelia et Sylvia - Decca (enregistrés en 1951 et 1950) ; rééd. Testament
- Les Rarissimes de Roger Desormière : Rimski-Korsakov, Glazounov, Tchaïkovski - Capitol, 1951 ; rééd. EMI Classics

## Postérité
Après l'écoute de L'Arlésienne, les Suites d'orchestre 1 et 2 : " C'est forcément bien quand le chef d'orchestre s'appelle Désormière ! L'un des seuls vrais ! Et puis quand c'est de la bonne musique française". Richter, Carnets, Arte éditions/Actes Sud, Bruno Monsaingeon 1998 p.322